# Tipula (Pterelachisus) mupinensis
Tipula (Pterelachisus) mupinensis is een tweevleugelige uit de familie langpootmuggen (Tipulidae). De soort komt voor in het Palearctisch gebied.